# Karl Thäter (Zoologe)
Karl Thäter (* 15. Februar 1886 in Nürnberg; † 19. Juni 1946 ebenda) war ein deutscher Zoologe und Zoodirektor.

## Leben
Nach dem Besuch des Gymnasiums in Nürnberg studierte Karl Thäter an den Universitäten Erlangen und Würzburg Naturwissenschaften. In Erlangen wurde er 1906 Mitglied des Corps Bavaria. 1909 wurde er ebenda in Zoologie zum Dr. phil. promoviert. Nachdem er auch das Lehramtsexamen abgelegt hatte, wurde er 1910 Oberlehrer an der Mädchenschule in Bonn. Gleichzeitig bildete er sich in den Tiergärten von Köln und Dresden praktisch weiter.
November 1911 wurde Thäter zum ersten und einzigen Direktor des ersten Nürnberger Tiergartens am Luitpoldhain gewählt und bildete sich bis zu dessen Eröffnung im Mai 1912 noch in den Tiergärten von Hamburg und Breslau weiter fort. Er war maßgeblich für dessen wissenschaftliche, planerische und organisatorische Gestaltung. 1939 wurde er erster Direktor des zweiten, heute noch bestehenden Nürnberger Tiergartens am Schmausenbuck, in dem er die gitterlosen Freigehege schuf. 1945 schied er aus dem aktiven Dienst aus.
Thäter betätigte sich bei der Herausgabe der Tiergarten-Zeitschrift und des Tiergarten-Führers. Er schrieb zahlreiche Artikel in Fachzeitschriften und Tageszeitungen und hielt regelmäßig öffentliche Vorträge. Studienreisen führten ihn nach Belgien, Holland, Italien und Österreich.

## Auszeichnungen
1962 wurde im Nürnberger Stadtteil Mögeldorf eine Straße nach Karl Thäter benannt.